# Lotte Hahm
Charlotte „Lotte“ Hedwig Hahm (* 23. Mai 1890 in Dresden; † 17. August 1967 in West-Berlin) war eine deutsche prominente Aktivistin der ersten Lesbenbewegung in Berlin zur Zeit der Weimarer Republik, des Nationalsozialismus und nach 1949 in der Bundesrepublik.
Hahm setzte sich für die Organisierung lesbischer Frauen und die Verbesserung ihrer sozialen Lage ein. Besonders bekannt war sie für ihre veranstalterische Tätigkeit. Gemeinsam mit Käthe Reinhardt betrieb sie in den 1920er Jahren die größten lesbischen Klubs der Zeit mit bis zu 2000 Mitgliedern und 500 Teilnehmerinnen sowie verschiedene Lokale. Daneben verfasste sie Artikel, veranstaltete Vorträge, Lesungen und Ausflüge und unterstützte die Gründung lesbischer Netzwerke in anderen Städten. Sowohl im Nationalsozialismus wie in der jungen Bundesrepublik Deutschland blieb sie beständig als Veranstalterin und Aktivistin aktiv.

## Kindheit und Jugend
Hahm wurde am 23. Mai 1890 in Dresden als Kind von Alwine Wagner und dem Kaufmann Carl Hahm geboren. Sie hatte drei Geschwister; ihre jüngste Schwester, die 1897 als Agnes Hahm geboren wurde, wurde 1916 gerichtlich als „nicht weiblichen, sondern männlichen Geschlechts“ beurkundet und trug seither den Namen Joachim Karl Hahm. Genauere Informationen zu den Hintergründen dieser Entscheidung liegen nicht vor. Nach einer Ausbildung im Büro machte sich Lotte Hahm dann um 1920 als Inhaberin einer Versandbuchhandlung selbstständig.

## Weimarer Republik
In der ersten Hälfte der 1920er Jahre kam Hahm nach Berlin, wo sie ab 1926 als lesbische Aktivistin in Erscheinung trat. Von besonderer Bedeutung für die lesbische Szene der Stadt war ihre Gründung des „Damenklubs Violetta“, der mit bis zu rund 400 Teilnehmerinnen einer der größten lesbischen Klubs der Stadt war. Der Klub war assoziiert mit dem Deutschen Freundschaftsverband, einer der großen Homosexuellenorganisationen der Zeit. Der Klub war von ihr nicht als reine Vergnügung intendiert, sondern als Grundlage für eine aktivistische Tätigkeit. Auf Basis der Mitgliederkartei gründete sie einen „Korrespondenz-Zirkel“, der sich bald deutschlandweit erstreckte und reiste umher, um Neugründungen durch „Direktiven für die Organisation und den Ausbau unserer Frauenbewegung“ zu unterstützen und damit ein Fundament für eine deutschlandweite Organisation zu legen. Dazu schrieb sie „Nicht nur Tanz und gesellige Veranstaltungen können euch Gleichberechtigung bringen, sondern auch Kampf ist nötig, wenn ihr Ansehen und Achtung haben wollt. Kampfeslust muß eure Herzen erfüllen und aus euren Augen leuchten. Darum organisiert euch im Bund für ideale Frauenfreundschaft“.
Im Jahr 1929 vereinigte Hahm den Klub Violetta mit Käthe Reinhardts Klub „Monbijou“, im Zuge dessen wechselten Hahm und Reinhardt zur größeren Konkurrenzorganisation, dem Bund für Menschenrecht. Der Zusammenschluss der beiden großen Klubs und der Wechsel erregten großes Aufsehen in der lesbischen Szene der Zeit, in der Frauenliebe und dem DFV war von Verrat und Intrige die Rede. Zur Begründung schrieb Hahm, dass es als „grotesk“ empfunden worden wäre, dass „ein heterosexueller Mann ausgerechnet der Führer der homosexuellen Frauen sein sollte“ und zum anderen von finanziellen Unregelmäßigkeiten bei Bergmann. Sie resümierte, „daß es endlich an der Zeit sei, daß Karl Bergmann, der den Damenklub Monbijou nur zur Ausnutzung für seine persönlichen Zwecke gegründet hat, verschwindet.“
Erhaltene Werbefotos von Hahm zeigen sie als Trägerin von Männerkleidung in lässiger Position. Es wird vermutet, dass sie Inhaberin eines sogenannten Transvestitenscheins war, trotzdem wird eine Identität Lotte Hahms als Frau angenommen. Daneben war Hahm an der Organisation lesbischer Gruppen beteiligt, so war sie seit 1928 Leiterin der Damengruppe des Bundes für Menschenrecht und rief 1930 – erfolglos – zur Gründung eines deutschlandweiten Bundes für ideale Frauenfreundschaft auf.
Zwischen 1926 und 1929 lernte Hahm die zehn Jahre jüngere Käthe Fleischmann kennen, ihre langjährige Lebenspartnerin. Die Gastronomin und Lokalinhaberin, verheiratet und Mutter zweier Söhne, ließ sich 1929 scheiden und unterstützte Hahm dabei, die beiden lesbischen Lokale „Monokel-Diele“ und „Manuela-Bar“ zu eröffnen und zu betreiben.

## Nationalsozialismus
Als Jüdin erfuhr Fleischmann bereits ab Herbst 1932 wiederholt Störungen ihrer Lokale durch die SA, die im Rahmen antisemitischer Entrechtung durch den Staat in letzter Konsequenz dazu führten, dass Fleischmann ihre Lokale zu einem Schleuderpreis abgeben musste. 1933 wurden dann alle lesbischen Lokale durch die Nationalsozialisten geschlossen, Zeitschriften verboten, offene Veranstaltungen wie bisher waren nicht mehr möglich, sodass auch Hahm nicht mehr arbeiten konnte.
Trotz der damit verbundenen Risiken bemühte Hahm sich nun gemeinsam mit Fleischmann, weiter Orte lesbischer Subkultur anzubieten. Den Damenklub „Violetta“ tauften sie verschleiernd in „Sportclub Sonne“ um, dessen Veranstaltungen bis zum Dezember 1934 im Logenhaus in der Joachimsthaler Straße 13 und nach dessen Verkauf an die Jüdische Gemeinde 1935  (heute ist dort die Zentrale Orthodoxe Synagoge Berlin) in der Berliner Straße 53 stattfanden. Nach einer Denunziation beobachteten am 17. Juli 1935 Beamte der Polizei und der Reichsmusikkammer dort rund 65 Frauen, bei der nachfolgenden Razzia am 24. Juli wurden 54 Frauen namentlich erfasst, weitere Veranstaltungen des Clubs wurden verboten.
Hahm wurde bei dieser Veranstaltung nicht angetroffen, da sie sich laut Aussage ihrer Vertreterin auf Hiddensee aufhielt, laut Aktennotiz „bekannt als Treffpunkt homos. Frauen“. Dort eröffnete sie eine Pension, wahrscheinlich für lesbische Frauen.
Ihr weiterer Lebenslauf im Nationalsozialismus ist nur schlecht dokumentiert und teils widersprüchlich. Möglicherweise geriet Hahm 1933 erstmals ins Blickfeld der Nationalsozialisten, laut dem Bericht einer Zeitzeugin wurde sie verhaftet, als sie vom Vater einer Freundin wegen der Verführung Minderjähriger angezeigt wurde.
Gesichert ist, dass sie Anfang 1935 in das Konzentrationslager Moringen eingeliefert wurde, Akten von dort existieren jedoch nicht mehr. Mitgefangenen berichtete sie, dass sie ein Unbekannter am Alexanderplatz bat, auf seinen Koffer aufzupassen. Die Gestapo habe den Koffer durchsucht, kommunistisches Material darin gefunden und sie daraufhin verhaftet. Im Lager hat sich Hahm einer kommunistischen Gruppe angeschlossen, vermutlich wurde sie gefoltert. Über ihre Erlebnisse im KZ hat Hahm auch nach dem Zweiten Weltkrieg geschwiegen.
Spätestens 1937 war Hahm dann wieder frei und arbeitete im Großraum Berlin als Textilhändlerin. Ihr Erfolg war gering, aus Geldmangel prellte sie ihren Fahrer um seinen Lohn, der sie wegen Betrugs verklagte. Hahm wurde zu einer Geld- und Haftstrafe verurteilt, letztere musste sie vermutlich nicht antreten.
Mindestens 1939 knüpfte Hahm wieder an ihre früheren Aktivitäten an und gründete am Alexanderplatz im ersten Stock des Lehrervereinshauses erneut einen lesbischen Treffpunkt, der allerdings nur von kurzer Dauer war.
Fleischmann blieb im Verborgenen als Gastronomin aktiv, trotz der lebensgefährlichen Situation für sie. 1938 wurde sie zu Zwangsarbeit verurteilt, 1941 konnte sie fliehen und überlebte in wechselnden Verstecken, unterstützt von Hahm.

## Nachkriegszeit
Unmittelbar nach Kriegsende begann Hahm 1945 wieder gemeinsam mit Käthe Reinhardt aktiv zu werden. In der „Zauberflöte“ versuchten sie Bälle zu veranstalten, später wichen sie in die Oranienstraße 162 aus. Im selben Jahr eröffneten Hahm und Reinhardt ein Lokal für lesbische Frauen am Spittelmarkt, das Lokal existierte von 1945 bis 1947 für rund eineinhalb Jahre und war damit das erste Lesben-Lokal Ost-Berlins. Da das Lokal im sowjetischen Sektor jedoch nicht wohlgelitten war, zogen sie um in den westlichen Teil Berlins und eröffneten es dort neu unter dem Namen „Max und Moritz“, das Lokal war bis in die 60er Jahre unter lesbischen Frauen populär. In den 1950er Jahren lebte Hahm in der Potsdamer Straße 181. 1958 war Hahm an der Neugründung des Bundes für Menschenrecht beteiligt, die jedoch scheiterte.
Spätestens Ende der 1950er Jahre trennten sich Hahm und Fleischmann. In den 1960er Jahren wurde Fleischmann gefragt, ob sie einer offiziellen Ehrung Lotte Hahms für ihre Unterstützung während der NS-Zeit zustimme. Fleischmann verneinte mit der Begründung, dass sie sich im Stich gelassen fühle. 1967 starb Fleischmann in Berlin-Schöneberg, Hahm im August desselben Jahres in Berlin-Wannsee.

## Rezeption
Schon zeitgenössisch wurde Lotte Hahms Arbeit sehr geschätzt. Bereits zum ersten Jubiläum des Klub Violetta erschienen zwei Gedichte in der Frauenliebe, eines von einer Käthe, in dem die Autorin schrieb: „So wie Du führst, stärkt sich Deine Macht,/wie ich Dich kenne, bist Du drauf bedacht,/den Klub zur vollsten Größe durchzubringen,/[…] So wird der Klub stets blühen und gedeihn,/und Du Geliebte, sollst der Führer sein.“ Zum selben Anlass schrieb Selli Engler: „Du, die durch edlen ernsten Fleiß ein Heim uns hast bereitet,/und die mit stolzer freier Stirn kraftvoll nur vorwärts schreitet,/Du sollst uns weiter Führer sein, Dir wollen wir vertrauen,/[…] Drum, Führer, weise uns den Weg zum Guten und zum Glücke,/und bau mit uns zu aller Welt nun eine feste Brücke.“. 1928 wurde Hahm in der Zeitschrift Neue Freundschaft als „eine unserer bekanntesten und populärsten Führerinnen in der Berliner homoerotischen Frauenbewegung“ beschrieben.
Franz Scott sah Hahm im Rückblick Anfang der 1930er Jahre neben Selli Engler und der nur pseudonym bekannten Charly als eine wichtige Persönlichkeit der ersten Lesbenbewegung.
Hahm wird heute für ihre aktivistische Tätigkeit als eine der „wichtigsten Aktivistinnen der homosexuellen Subkultur insbesondere in Berlin“ und „eine bedeutsame Vorkämpferin* für die Organisierung homosexueller Frauen und „Transvestiten“ während der Weimarer Republik“. gewürdigt. Hervorgehoben wird dabei ihr „organisatorisches Geschick, unermüdliche Energie und […] viel Mut“.

## Ehrungen

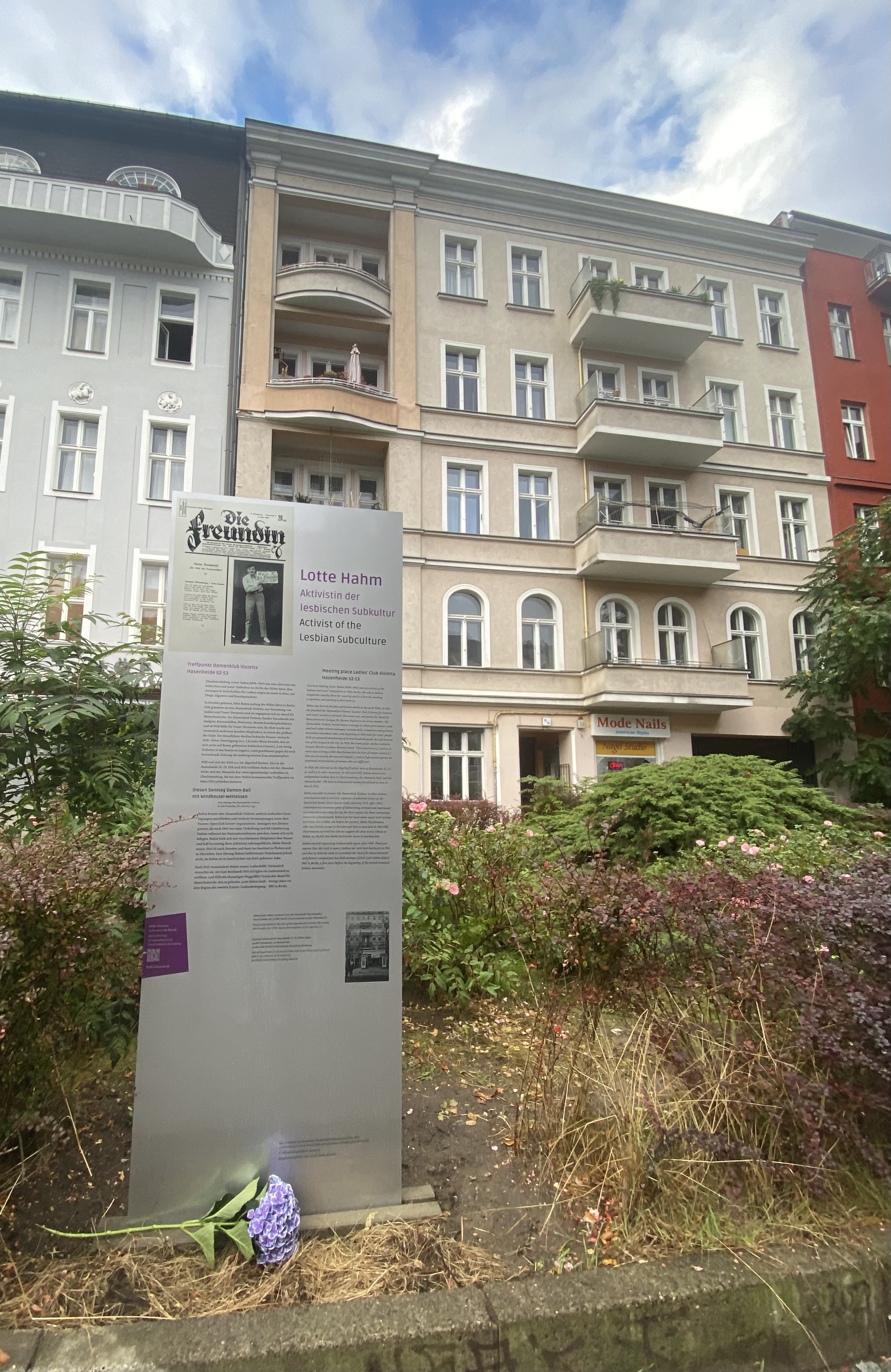
Gedenkstele für Lotte Hahm in Berlin-Kreuzberg

Am 13. September 2023 wurde vor dem ehemaligen Damenklub Violetta in der Hasenheide 52–53 in Berlin-Kreuzberg eine Gedenkstele für Lotte Hahm eingeweiht.